# 文化多元主義
文化多元主義（英:Cultural pluralism）とは、大きな社会の中で小さな集団が独自の文化的アイデンティティを維持し、その価値観や慣習が支配的な文化に受け入れられ、それがより広い社会の法律や価値観と一致する場合に用いられる言葉である。社会学の用語として、文化的多元主義の定義と説明は時とともに進化してきた。文化的多元主義は、事実であるだけでなく、社会的な目標であるとも言われている。

## 多元的な文化
多元的な文化では、各グループが共存しているだけでなく、他のグループの特性を支配的な文化の中で持つ価値のある特性とみなしている。多元的な社会では、メンバーに対して、同化を期待するのではなく、統合を強く期待する。このような制度や慣行が存在するのは、多元的な文化の中で、文化的共同体がより大きな社会に受け入れられ、時には法の保護を必要とする場合に可能となる。ある文化を受け入れるためには、新しい文化や少数派の文化が、支配的な文化の法律や価値観と相容れない部分を取り除くことが必要になることがよくある。Hamed Kazemzadehのような多元主義者は、多元的な文化の概念は古代から存在していたと主張している。キュロス2世が創始したアケメネス朝でさえ、様々な文化を取り入れ、許容する政策をとって成功したのである。

## 多文化主義との違い
文化多元主義は、支配的な文化を必要としない多文化主義とは異なる。支配的な文化が弱まれば、社会は何の意図もなく文化多元主義から多文化主義へと簡単に移行してしまう。地域社会が互いに独立して機能していたり、互いに競争している場合は、文化的多元主義とはみなされない。
1971年、カナダ政府は多文化主義ではなく、文化的多元主義を国のアイデンティティの「本質」とした。文化多元主義は、集団でも個人でも程度の差こそあれ実践されることがある。20世紀のアメリカでは、ナショナリズム、スポーツ文化、芸術文化などの強い要素を持つ支配的な文化の中に、独自の民族的、宗教的、文化的規範を持つ小さな集団が共存していた。

## 歴史
アメリカにおける文化的多元主義の考え方は、超絶主義運動をルーツとし、ホレイス・カレン、ウィリアム・ジェームズ、ジョン・デューイなどのプラグマティストの哲学者によって発展した。後の理論家であるランドルフ・ボーンは、1916年に発表したエッセイ「Trans-National America」で、文化多元主義を最も有名に表現している。
カレンは、文化多元主義の概念を提唱した人物として広く知られている  。1915年に「The Nation」に掲載されたエッセイ「Democracy versus the Melting Pot」は、ヨーロッパからの移民を「アメリカ化」するという概念に反対する主張として書かれたものである。文化的多元主義という言葉自体は、1924年に発表された『アメリカの文化と民主主義』で作られた。
この概念は、1976年にマーウィン・クロフォード・ヤングが『文化多元主義の政治』（The Politics of Cultural Pluralism）の中でさらに追求した。ヤングはアフリカ研究の分野で、社会における文化多元主義の定義の柔軟性を強調している。最近では、文化的人類学者のリチャード・シュウェーダーが提唱している。
1976年にJournal of Sociology and Social Welfareに掲載された論文では、文化多元主義を再定義し、異なる文化を持つコミュニティが共に生活し、開かれたシステムで機能している社会状態と表現している。